# Giuncugnano
Giuncugnano es una fracción del municipio italiano de Sillano Giuncugnano en la Lucca, región de Toscana, con 498 habitantes.

## Evolución demográfica
| Gráfica de evolución demográfica de Giuncugnano entre 1861 y 2001 |
|                                                                   |
| Fuente ISTAT - Elaboración gráfica por parte de Wikipedia         |